# Centaurea exarata
Centaurea exarata là một loài thực vật có hoa trong họ Cúc. Loài này được Boiss. ex Coss. mô tả khoa học đầu tiên năm 1851.